# Hentzia zombia
Hentzia zombia är en spindelart som beskrevs av David B. Richman 1989. Hentzia zombia ingår i släktet Hentzia och familjen hoppspindlar. Inga underarter finns listade i Catalogue of Life.